# Oschatzia saxifraga
Oschatzia saxifraga là một loài thực vật có hoa trong họ Hoa tán. Loài này được (Hook. f.) Walp. mô tả khoa học đầu tiên năm 1848.